# Schloss Schönfeld (Großrinderfeld)
Das Schloss Schönfeld, auch Schönfelder Schlösschen und Burg Schönfeld genannt, ist ein aus dem Jahr 1376 stammendes spätgotisches Schlösschen in Schönfeld bei Großrinderfeld in Baden-Württemberg.

## Geschichte
Das Schloss Schönfeld wurde 1376 erbaut. Später wechselte es oft den Besitzer, unter anderem wurden als solche genannt: ein Seldeneck (1520), Caspar Lerch von Dirmstein (1620) und Daniel von Rieneck (1641).

## Anlage
Beim Schönfelder Schlösschen handelt es sich um ein spätgotisches Schlösschen. Das Schloss besteht aus zwei Gebäuden und steht unter Denkmalschutz.